# Guira guira

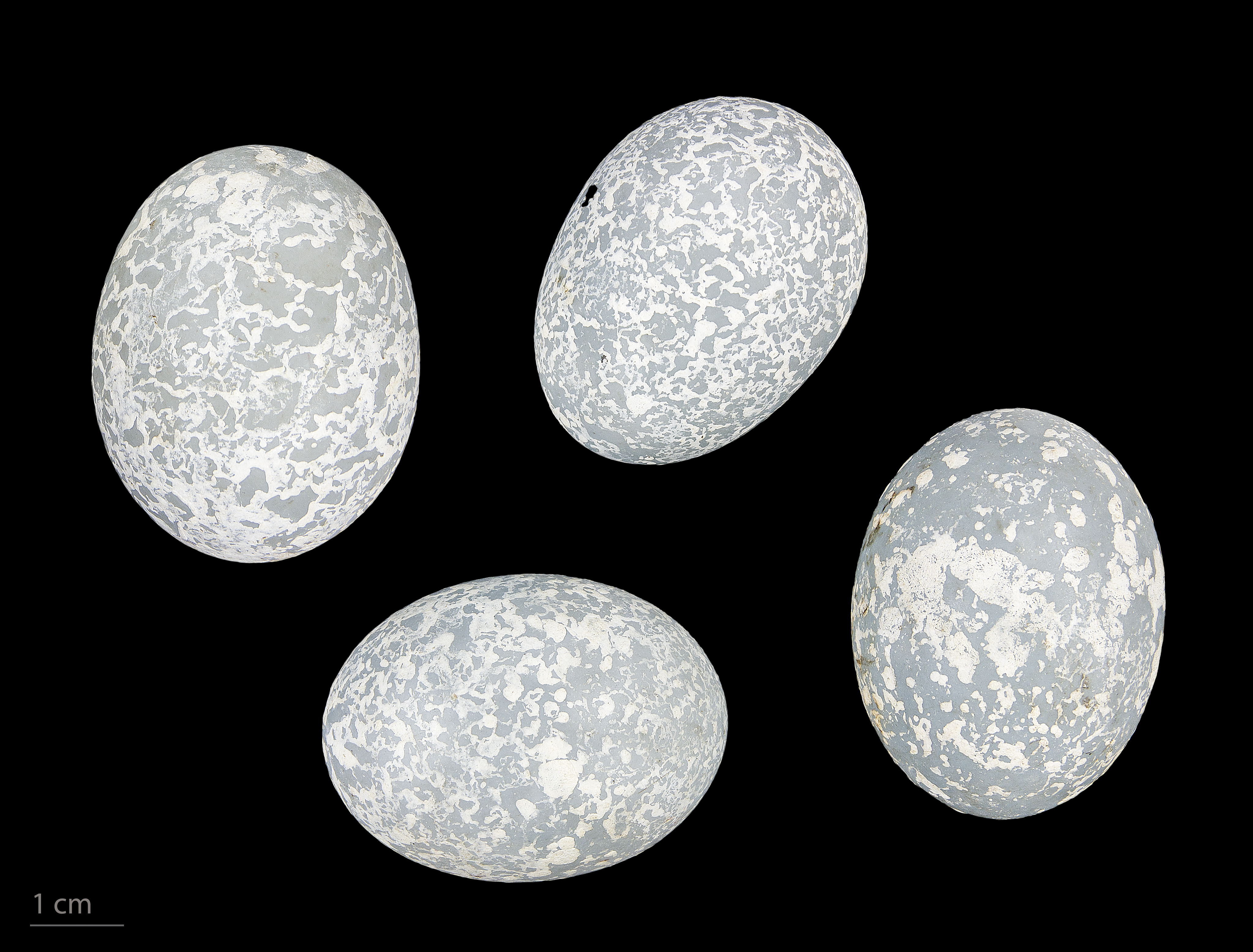
Guira guira

Il guira o cuculo guira  (Guira guira Gmelin, 1788) è un uccello della famiglia Cuculidae e unico rappresentante del genere Guira.

## Distribuzione e habitat
Questo uccello vive nel Sud America centrale, più precisamente in Bolivia, Argentina, Brasile, Paraguay, Uruguay e, più raro, anche nelle Antille Olandesi.

## Tassonomia
Guira guira non ha sottospecie, è monotipico.